# Lekkoatletyka na Letnich Igrzyskach Olimpijskich 1968 – bieg na 200 m kobiet
Bieg na 200 metrów kobiet podczas XIX Letnich Igrzysk Olimpijskich w Meksyku rozegrano 17 (eliminacje i półfinały) i 18 października 1968 (finał) na Estadio Olímpico Universitario. Zwyciężczynią została reprezentantka Polski Irena Szewińska, która w finale ustanowiła rekord świata z wynikiem 22,5 s.

## Rekordy

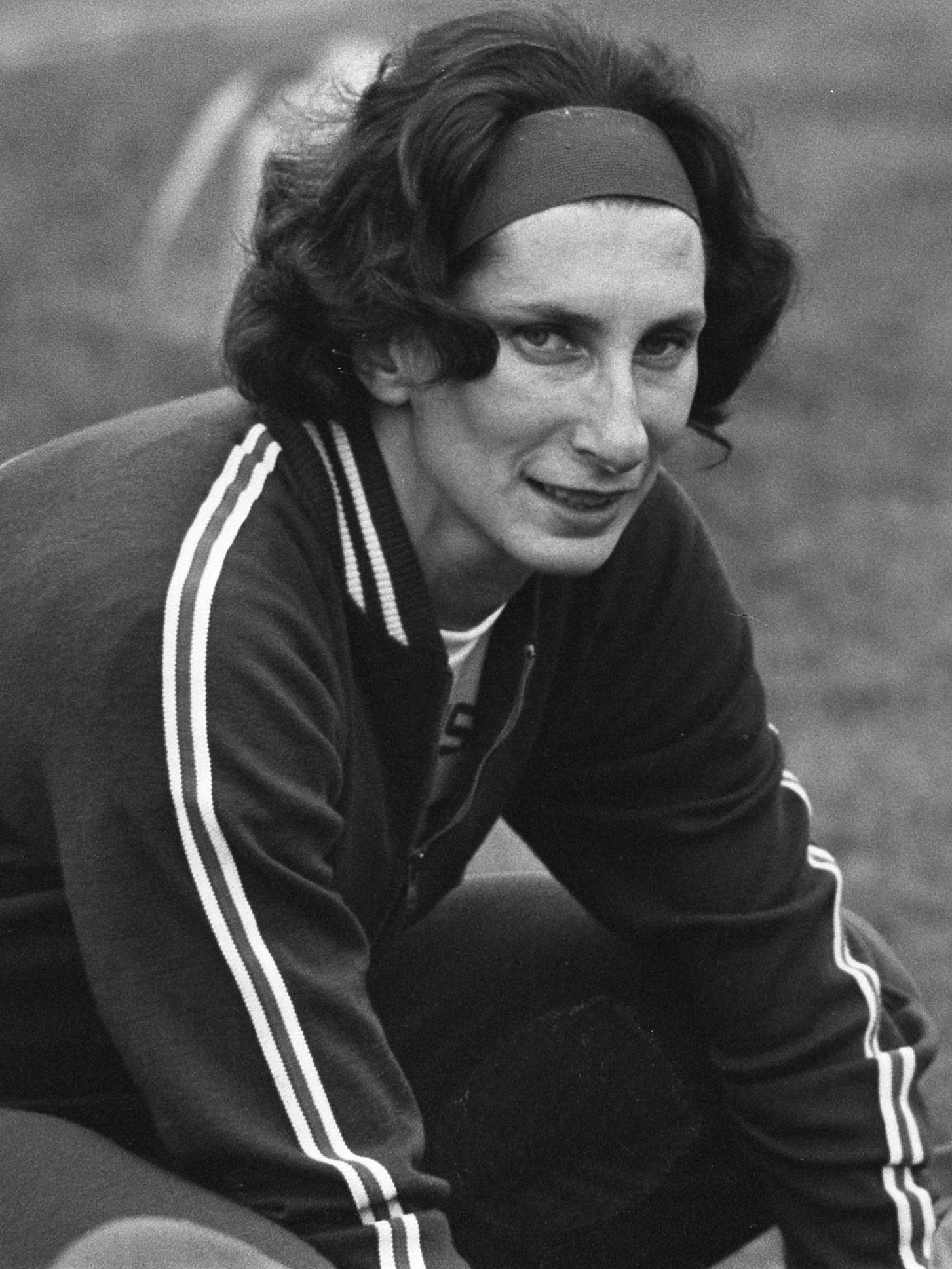
Irena Szewińska

|                   | Zawodniczka        | Narodowość        | Czas | Data                      | Miejsce  |
| ----------------- | ------------------ | ----------------- | ---- | ------------------------- | -------- |
| Rekord świata     | Irena Kirszenstein | Polska            | 22,7 | 8 września 1965(dts)      | Warszawa |
| Rekord świata     | Irena Kirszenstein | Polska            | 22,7 | 1 lipca 1967(dts)         | Chorzów  |
| Rekord olimpijski | Edith McGuire      | Stany Zjednoczone | 23,0 | 19 października 1964(dts) | Tokio    |

## Wyniki
| Poz. - pozycja |
| – rekord świata \| – rekord krajowy \| – rekord życiowy \| = – wyrównany rekord życiowy \| · – najlepszy wynik w sezonie \| = – wyrównany najlepszy wynik w sezonie \| – rekord olimpijski |
| Fn – falstart \| DNF – nie ukończyła \| DNS – nie wystartowała \| DSQ – zdyskwalifikowana                                                                                                  |

### Eliminacje
Rozegrano pięć biegów eliminacyjnych. Do półfinałów awansowały po trzy najlepsze zawodniczki z każdego biegu (Q) oraz jedna z najlepszym czasem spośród pozostałych (q).

#### Bieg 1
Wiatr: 0,0 m/s
| Poz. | Zawodniczka         | Narodowość        | Rezultat | Uwagi |
| ---- | ------------------- | ----------------- | -------- | ----- |
| 1    | Ludmiła Samotiosowa | ZSRR              | 23,1     | Q     |
| 2    | Margaret Bailes     | Stany Zjednoczone | 23,1     | Q     |
| 3    | Nicole Montandon    | Francja           | 23,3     | Q, =  |
| 4    | Marijana Lubej      | Jugosławia        | 23,9     |       |
| 5    | Eva Glesková        | Czechosłowacja    | 24,0     |       |
| 6    | Györgyi Balogh      | Węgry             | 24,1     |       |
| 7    | Tien Ah-mei         | Tajwan            | 12,2     |       |
| –    | Jean Robotham       | Kostaryka         | DNS      |       |

#### Bieg 2
Wiatr: 0,0 m/s
| Poz. | Zawodniczka      | Narodowość      | Rezultat | Uwagi |
| ---- | ---------------- | --------------- | -------- | ----- |
| 1    | Raelene Boyle    | Australia       | 23,0     | Q, =  |
| 2    | Wira Popkowa     | ZSRR            | 23,3     | Q     |
| 3    | Truus Hennipman  | Holandia        | 23,4     | Q     |
| 4    | Lillian Board    | Wielka Brytania | 23,4     | q     |
| 5    | Irene Piotrowski | Kanada          | 23,7     |       |
| 6    | Vilma Charlton   | Jamajka         | 24,3     |       |
| 7    | Josefa Vicent    | Urugwaj         | 24,8     |       |
| 8    | Yeh Chu-mei      | Tajwan          | 25,5     |       |

#### Bieg 3
Wiatr: 0,0 m/s
| Poz. | Zawodniczka        | Narodowość        | Rezultat | Uwagi |
| ---- | ------------------ | ----------------- | -------- | ----- |
| 1    | Barbara Ferrell    | Stany Zjednoczone | 22,9     | Q, =  |
| 2    | Jennifer Lamy      | Australia         | 23,1     | Q     |
| 3    | Jutta Stöck        | RFN               | 23,3     | Q, =  |
| 4    | Wilma van den Berg | Holandia          | 23,5     |       |
| 5    | Maureen Tranter    | Wielka Brytania   | 23,5     |       |
| 6    | Ludmiła Gołomazowa | ZSRR              | 23,7     |       |
| 7    | Alice Annum        | Ghana             | 23,9     |       |
| 8    | Karin Wallgren     | Szwecja           | 24,2     |       |

#### Bieg 4
Wiatr: 0,0 m/s
| Poz. | Zawodniczka       | Narodowość        | Rezultat | Uwagi |
| ---- | ----------------- | ----------------- | -------- | ----- |
| 1    | Wyomia Tyus       | Stany Zjednoczone | 23,4     | Q     |
| 2    | Dianne Burge      | Australia         | 23,6     | Q     |
| 3    | Fulgencia Romay   | Kuba              | 23,7     | Q     |
| 4    | Oyeronke Akindele | Nigeria           | 23,9     |       |
| 5    | Alicia Kaufmanas  | Argentyna         | 24,4     |       |
| 6    | Halina Herrmann   | RFN               | 24,7     |       |
| –    | Lydia Stephens    | Kenia             | DNS      |       |

#### Bieg 5
Wiatr: 0,0 m/s
| Poz. | Zawodniczka      | Narodowość | Rezultat | Uwagi |
| ---- | ---------------- | ---------- | -------- | ----- |
| 1    | Irena Szewińska  | Polska     | 23,2     | Q     |
| 2    | Miguelina Cobián | Kuba       | 23,4     | Q, =  |
| 3    | Una Morris       | Jamajka    | 23,7     | Q     |
| 4    | Sylviane Telliez | Francja    | 23,8     |       |
| 5    | Mieke Sterk      | Holandia   | 24,0     |       |
| 6    | Rita Jahn        | RFN        | 24,0     |       |
| 7    | Esperanza Girón  | Meksyk     | 25,3     |       |
| –    | Berit Berthelsen | Norwegia   | DNS      |       |

### Półfinały
Rozegrano dwa biegi półfinałowe. Do finału awansowały po cztery najlepsze zawodniczki z każdego biegu (Q).

#### Bieg 1
Wiatr: 0,0 m/s
| Poz. | Zawodniczka         | Narodowość        | Rezultat | Uwagi |
| ---- | ------------------- | ----------------- | -------- | ----- |
| 1    | Raelene Boyle       | Australia         | 22,9     | Q, =  |
| 2    | Wyomia Tyus         | Stany Zjednoczone | 23,1     | Q     |
| 3    | Irena Szewińska     | Polska            | 23,2     | Q     |
| 4    | Jutta Stöck         | RFN               | 23,4     | Q     |
| 5    | Ludmiła Samotiosowa | ZSRR              | 23,4     |       |
| 6    | Lillian Board       | Wielka Brytania   | 23,4     |       |
| 7    | Dianne Burge        | Australia         | 23,6     |       |
| –    | Fulgencia Romay     | Kuba              | DNS      |       |

#### Bieg 2
Wiatr: +1,7 m/s
| Poz. | Zawodniczka      | Narodowość        | Rezultat | Uwagi |
| ---- | ---------------- | ----------------- | -------- | ----- |
| 1    | Barbara Ferrell  | Stany Zjednoczone | 22,8     | Q,    |
| 2    | Jennifer Lamy    | Australia         | 22,8     | Q, =  |
| 3    | Margaret Bailes  | Stany Zjednoczone | 22,9     | Q     |
| 4    | Nicole Montandon | Francja           | 23,0     | Q,    |
| 5    | Wira Popkowa     | ZSRR              | 23,2     |       |
| 6    | Miguelina Cobián | Kuba              | 23,3     | [ 6 ] |
| 7    | Una Morris       | Jamajka           | 23,5     |       |
| 8    | Truus Hennipman  | Holandia          | 23,5     |       |

### Finał
Wiatr: +2,0 m/s
| Poz. | Zawodniczka      | Narodowość        | Rezultat | Uwagi |
| ---- | ---------------- | ----------------- | -------- | ----- |
| 1    | Irena Szewińska  | Polska            | 22,5     | [ 1 ] |
| 2    | Raelene Boyle    | Australia         | 22,7     | [ 7 ] |
| 3    | Jennifer Lamy    | Australia         | 22,8     |       |
| 4    | Barbara Ferrell  | Stany Zjednoczone | 22,9     |       |
| 5    | Nicole Montandon | Francja           | 23,0     | =     |
| 6    | Wyomia Tyus      | Stany Zjednoczone | 23,0     |       |
| 7    | Margaret Bailes  | Stany Zjednoczone | 23,1     |       |
| 8    | Jutta Stöck      | RFN               | 23,2     | [ 5 ] |